# Nihil obstat

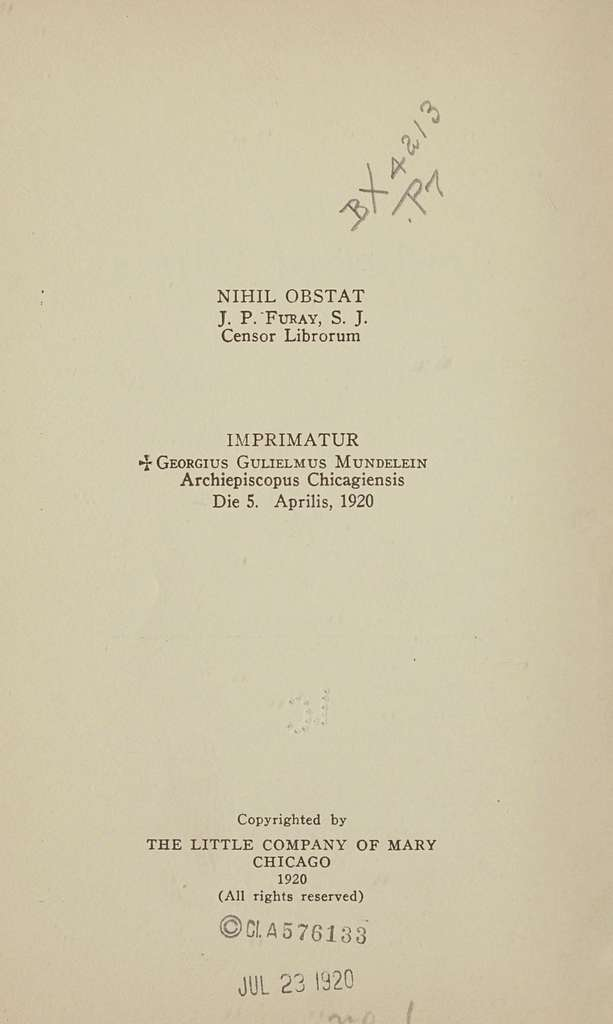
Nihil Obstat e Imprimatur de The Brides of Christ. 1920

El nihil obstat (en español "nada obstaculiza" o "nada se interpone en el camino") es la aprobación oficial desde el punto de vista moral y doctrinal, realizada por un censor de la Iglesia católica, de una obra que aspira a ser publicada.
La expresión abrevia otra expresión latina más larga, nihil obstat quominus imprimatur, que quiere decir «no existe impedimento para que sea impresa». Es una de las tres autorizaciones que pueden llegar a requerirse para que una obra sea autorizada para su publicación, junto con el imprimi potest y el imprimatur (s.s.).
La Real Academia Española recoge en su  23.ª edición la acepción de «beneplácito».
En aquellas situaciones en que se pretende discreción, se anota la abreviación «N. o.» en la última página del libro, lo cual puede llegar a ser el único indicio a ojos del público de que el censor revisó la obra.